# Norihisa Shimizu
Norihisa Shimizu (清水 範久, Shimizu Norihisa) est un footballeur japonais né à Takasaki le 4 octobre 1976.